# Tossal de Tous
El Tossal de Tous, és una muntanya de 1.508,8 metres d'altitud situat al sud-oest del terme municipal de Sarroca de Bellera, al Pallars Jussà. És a prop del termenal amb Viu de Llevata, actualment agregat al municipi de l'Alta Ribagorça del Pont de Suert. És a ponent del poble de les Esglésies i al sud-oest del de Sentís. Es troba al sud-oest del Serrat des Fronts i al nord-oest del Tossal de Prat d'Hort.